# 篠栗インターチェンジ
篠栗インターチェンジ（ささぐりインターチェンジ）は、福岡県糟屋郡篠栗町篠栗にある八木山バイパスのインターチェンジである。ICという事になっているが実際は八木山峠方面に向かう国道201号との平面交差点となっている。篠栗四国八十八箇所の第1札所である南蔵院方面はバイパスを使用せずに国道201号を飯塚方面に向かう必要がある。

## 道路
- 八木山バイパス
- 国道201号

## 周辺
- 篠栗町中心部
- 篠栗四国八十八箇所南蔵院
- 福北ゆたか線：篠栗駅 - 筑前山手駅 - 城戸南蔵院前駅
- 鳴淵ダム
- 県社会教育総合センター
- 八木山峠

## 隣
八木山バイパス
篠栗IC - 篠栗TB - 筑穂IC